# Figuer de Timor
El figuer de Timor (Sphecotheres viridis) és un ocell de la família dels oriòlids (Oriolidae).

## Hàbitat i distribució
Habita boscos, matolls i ciutats a les illes de Roti i Timor, a les Petites de la Sonda orientals.